# Bergenia crassifolia
Espèce
Classification APG III (2009)
Bergenia crassifolia, la Bergénie à feuilles charnues, ou Bergénie ou l'Oreille-d'Éléphant est une plante herbacée de la famille des Saxifragaceae, originaire de Sibérie, d'usage horticole. Le nom synonyme Bergenia cordifolia Sternb. encore employé, a dû laisser la place à Bergenia crassifolia (L.) Fritsch, seul accepté maintenant par The Plant List.

## Étymologie et histoire

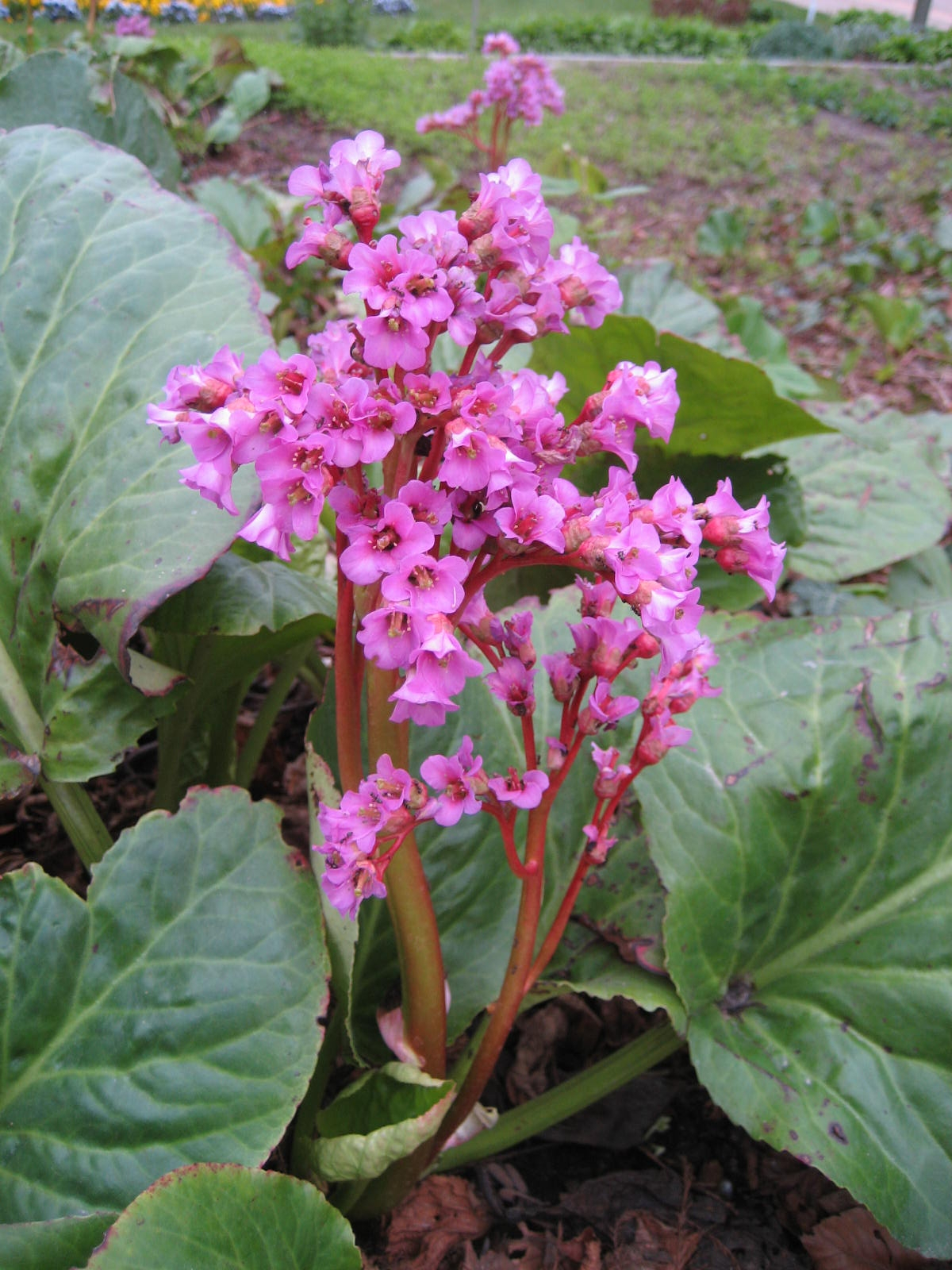
Fleurs de Bergenia cordifolia.

Le nom de genre Bergenia a été établi par Conrad Moench, pour rendre hommage à l'anatomiste et botaniste Karl August von Bergen (1704-1759). L'épithète spécifique crassifolia se compose des étymons latins crassus « épais » et folium « feuilles ».
Linné décrit un spécimen de la plante, venu de Sibérie, en 1753 (Species Plantarum, p. 401) sous le nom de Saxifraga crassifolia. En 1889, Karl Fritsch reclassa la plante dans le genre Bergenia dont les feuilles sont toutes basales.

## Description
Le type sauvage de Bergenia crassifolia est une plante herbacée, pérenne, de 15-20 cm de haut, pourvue d'un gros rhizome.
Les feuilles toutes basales, sont portées par un pétiole de 3-9 cm, engainant à la base le rhizome. Leur limbe est obovale ou elliptique, de 5-13 x 3,5-10 cm, coriace, glabre, avec une marge sinuée-dentée et l'apex obtus.

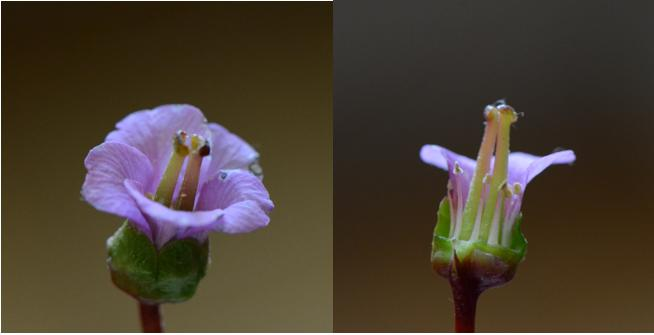
B. crassifolia, fleur : 10 étamines, 2 carpelles et 2 styles exserts.

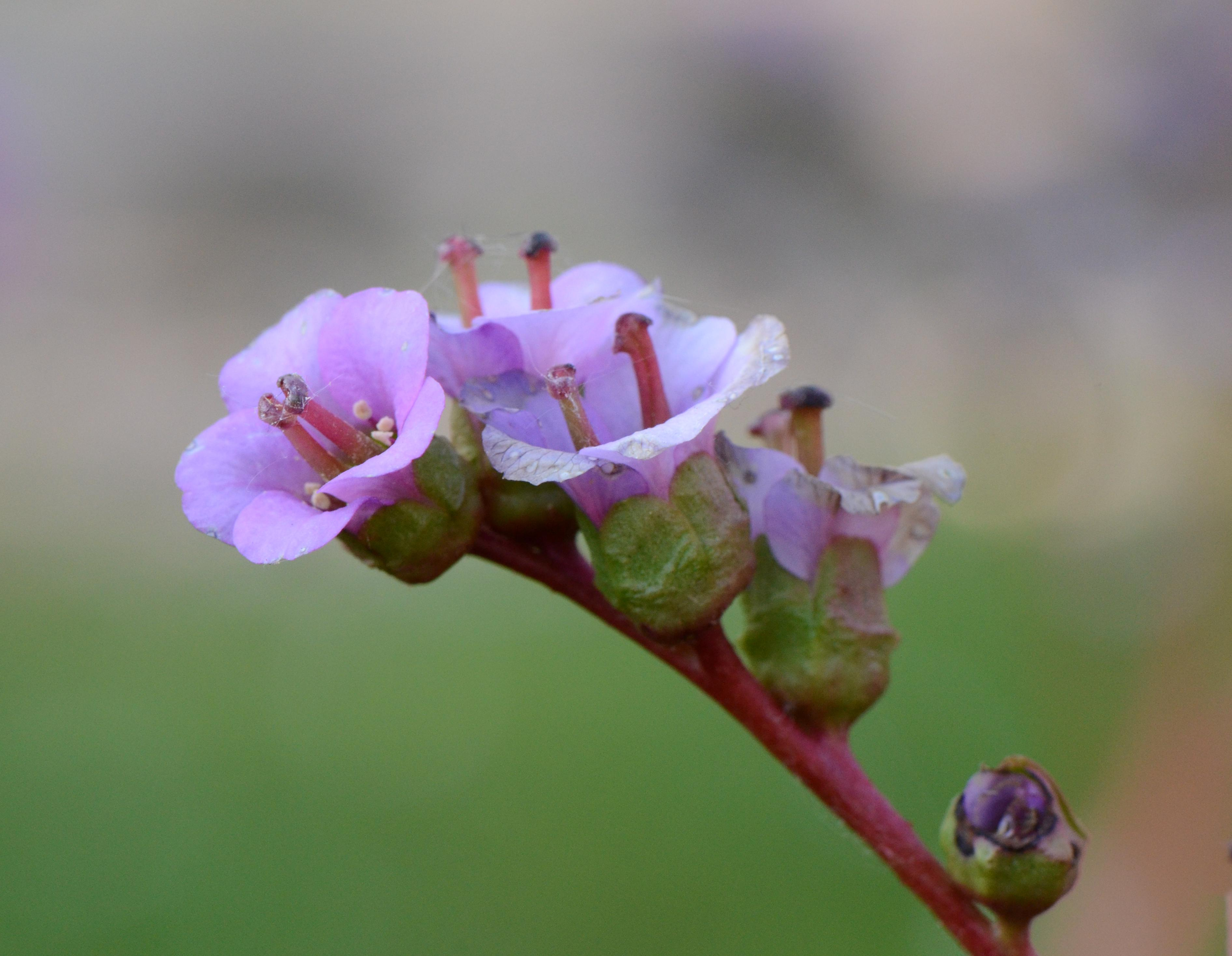
B. crassifolia au Jardin des Plantes de Paris.

L'inflorescence cymeuse, de 4-13 cm de haut, dressée, comporte de nombreuses fleurs. La fleur est formée 
- de 5 sépales érigés, obovales, coriaces,
- de 5 pétales pourpres, elliptiques à largement ovales, de 7-8 x 5 mm,
- de 10 étamines (opposés alternativement aux sépales et aux pétales, disposées en 2 verticilles),
- d'un ovaire formé de deux carpelles soudés à la base, portant chacun un style.
La floraison s'étale sur les mois de février-mars-avril.
Le fruits est une capsule comportant de nombreuses graines noires.

## Répartition
Selon POWO, Bergenia crassifolia croît dans les forêts, dans les crevasses de rochers, en Russie (Sibérie : Altay, Buryatia, Chita, Gorno-Altay, Irkoutsk, Kemerovo, Krasnoyarsk, Tuva, Yakutia-Sakha), en Chine (Xinjiang), en Corée du Nord, en Mongolie, et au Kazakhstan.

## Synonymie
D'après INPN :
- Saxifraga crassifolia L., 1753 (basionyme, première description par Linné)
- Bergenia bifolia Moench, 1794
- Megasea crassifolia (L.) Haw., 1821
- Piarophyla elliptica Raf., 1837
- Piarophyla sibirica Raf., 1837

The Plant List retient les synonymes suivants :
- Bergenia bifolia Moench
- Bergenia biflora var. hawortiana (Ser.) Engl.
- Bergenia cordifolia (Haw.) Sternb.
- Bergenia coreana Nakai
- Bergenia crassifolia var. cordifolia (Haw.) Boriss.
- Bergenia crassifolia var. sajanensis Stepanov
- Bergenia media (Haw.) Engl.
- Saxifraga cordifolia Haw.
- Saxifraga crassifolia L.

## Usages

### Horticulture
La bergénie à feuilles charnues est une plante ornementale, au feuillage persistant, peu exigeante et donc facile à cultiver. Les plantes cultivées sont plus vigoureuses que le type sauvage et atteignent 40-50 cm de haut.
Elle apprécie les sols humifères et frais, à la mi-ombre ou à l'ombre. Elle vient en plein soleil dans un sol frais.
Elle résiste bien au gel, puisqu'elle peut supporter −15 °C.
Elle constitue un excellent couvre-sol, notamment en sous-bois de feuillus et aux bords des bassins.
Elle fleurit en février-mars-avril.
Il existe de nombreux cultivars aux fleurs blanches, roses ou rouges.

### Boisson
Les feuilles de bergénie servent à fabriquer une infusion, connue sous le nom de thé de Sibérie. Jadis consommée par les populations de Sibérie et Mongolie, c'est une infusion brune, légèrement astringente.

### Pharmacologie
Parmi les métabolites secondaires de Bergenia crassifolia, on trouve :
1. Bergenine (en), ou cuscutine, un O-glycoside de l'éther 4-O-méthylique de l'acide gallique, très abondant dans les Saxifragacées et les Euphorbiacées. La molécule a une activité anti-hépatite C in vitro.
2. Arbutine ou arbutoside hydroquinone β-D-glucopyranoside, un composé qui inhibe la formation de la mélanine.
3. Gallotanins, des tanins qui sont utilisés dans les processus de teinture des fibres de coton, dans la conservation des métaux ferreux, dans la clarification de la bière etc.
4. des flavonoïdes : Kaempférol 3-lathyroside, Catéchol 3-O-gallate[8].

L'extrait de feuilles de B. crassifolia est un coupe-faim utilisé pour prévenir l'obésité et améliorer la tolérance au glucose sans affecter le niveau de cholestérol.